# Ziziphus attopensis
Ziziphus attopensis là một loài thực vật có hoa trong họ Táo. Loài này được Pierre miêu tả khoa học đầu tiên năm 1894.